# برء الساعه
برء الساعه (درمان فوری) کتابی در پزشکی از محمد زکریای رازی است. برخی مورخان این کتاب را آخرین اثر رازی می‌دانند. رازی در مقدمهٔ کتاب، دلیل نگارش این اثر را خواست ابوالقاسم عبیدالله وزیر ذکر می‌کند. 
متن عربی برءالساعه در بیست و سه باب است و یک دورهٔ درمان بیماری‌های عمومی است و بیشتر به درمان بیماری‌هایی می‌پردازد که مورد احتیاج طبقات بالا و بزرگان است.
ترجمه فارسی برء الساعه با عنوان درمان فوری در سال 1391 منتشر شده‌است و مترجم در مقدمه کتاب ابتدا توضیحاتی در باره زندگی رازی داده و سپس به بحث در باره کتاب برء الساعه و اهمیت آن پرداخته ونسخ خطی موجود را معرفی نموده و همچنین نسخ خطی ترجمه فارسی آن را که در طی قرون و اعصار گذشته توسط مترجمین مختلف ترجمه شده معرفی نموده و در پایان با ارائه نسخه تصحیح شده متن عربی و ترجمه دقیق آن از زبان عربی به فارسی ، کتاب را به پایان برده است.

## منبع
- نجم‌آبادی، محمود (۲۵۳۵شاهنشاهی)، محمد زکریا رازی، تهران: انتشارات دانشگاه رازی تاریخ وارد شده در |سال= را بررسی کنید (کمک)
- . رساله درمان فوری ترجمه رساله برء الساعه تألیف محمد بن زکریای رازی، ترجمه دکتر احسان مقدس،چاپ اول مرداد ماه 1391 ، انتشارات نیلوبرگ،تهران